# 黄克誠
黄 克誠（こう こくせい、1902年10月1日 - 1986年12月28日）は、中華人民共和国の軍人。後勤部部長、総参謀長等の要職を歴任したが、廬山会議で失脚。文化大革命後に復権した。最終階級は大将。

## 経歴
1925年、中国共産党入党。1926年、国民革命軍唐生智の部隊において、営（大隊）政治指導員、団（連隊）政治教官等に任じられる。
1928年、湘南起義中、永興起義の指導に参加し、永興紅色警衛団党代表兼参謀長となり、朱徳、陳毅に従い井岡山に向かった。その後、工農革命軍第4軍第12師第35団団長、第2路遊撃司令を経て、湘南に戻った。1930年から、中国工農紅軍第5軍の団、師政治委員、軍政治部主任、第3軍団代理政治部主任を歴任し、湘鄂贛蘇区の強化と中央ソビエト区の反「囲剿」に参加した。左傾冒険主義が優勢だった時期、都市部への進攻に反対したため、「粛反」拡大化等、数次に渡り「右傾」と名指しされ、解任処分を受けた。1932年春、贛州攻撃に反対していたが、国民党軍の突然の出撃により部隊を損失する危険がある中、果断に指揮所を移転させ、部隊を苦境から離脱せしめた。長征中、第3軍団の主要な戦役・戦闘に参加した。陝北到達後、第一方面軍政治部と紅軍総政治部組織部部長に任命。
日中戦争初期、八路軍第115師第344旅政治委員となり、徐海東の部隊と共に晋冀豫辺地区を転戦し、晋東南反「九路囲攻」、町店等の戦闘を指揮した。1940年春、八路軍第2縦隊政治委員に任命され、主力を率いて豫皖蘇と皖東北地区を南下し、八路軍第4縦隊政治委員、第5縦隊司令員兼政治委員に任命された。同年10月初め、黄橋作戦を行い、淮海鹽阜地区に進軍した。この作戦で、北上した新四軍部隊と会合し、蘇北抗日根据地を創設し、華北と華中の抗日根据地の連絡を確立した。1941年から、新四軍第3師師長兼政治委員、蘇北軍区司令員兼政治委員、蘇北区党委員会書記を歴任。1945年6月、中共第7回中央候補委員に選出（1950年に中央委員）。
対日戦勝後の1945年9月14日、5万～10万の部隊を東北部に派遣し、戦略根拠地を確立することを中共中央に建議した。同年9月末、第3師主力を率いて東北部に進軍。11月中旬に国民党軍が北寧鉄道沿いの各地を占領すると、11月26日、部隊を大都市と交通路から離し、中小都市を占領して、農村地に根拠地を建設することを建議した。その後、西満軍区副政治委員、司令員、中共西満分局副書記、代理書記を歴任した。1946年3月、ソ連軍の撤退時、部隊を指揮して、四平、長春、チチハルを占領した。1947年から、東北民主連軍副司令員兼後勤司令員、政治委員，中共冀察熱遼分局書記兼軍区政治委員、東北野戦軍第2兵団政治委員を歴任。1949年1月、天津市委員会書記。
中華人民共和国建国後、中共湖南省委員会書記、湖南軍区司令員、政治委員。1952年11月、人民解放軍副総参謀長兼後勤部部長、政治委員に任命。1954年11月8日、第1期全人代常務委員会第2回会議の決定により人民解放軍後勤部部長に任命。同年、国防部副部長を兼任。1955年、大将の階級を授与。1956年9月、第8回党大会において党中央委員、9月28日の第8期1中全会において党中央書記処書記に選出された。1958年10月12日、第1期全人代常務委員会第102回会議の決定により総参謀長に任命。1954年から中国共産党中央軍事委員会秘書長。
1959年4月28日、第2期全人代第1回会議において国防委員会委員に任命。しかし、同年7月に始まる中共中央政治局拡大会議（廬山会議）において、大躍進政策と人民公社化に誤りがあると批評したため、彭徳懐等と共に「反党集団」と認定された。9月17日、第2期全人代常務委員会第9回会議の決定により総参謀長職務を解任され、長期間の審査を受け、文化大革命中にも迫害された。
1977年12月、中共中央軍事委員会顧問。1978年12月、党第11期3中全会において党中央委員および党中央紀律検査委員会常務書記に選出された。1982年～1985年、党中央紀律検査委員会第二書記。1985年9月16日、第12期4中全会において党中央紀律検査委員会委員職を辞任。1986年12月28日、北京で死去。